# Bintou Marizy
Bintou Marizy, née Bintou Diémé, née le 1er février 1984 à Évreux (Eure), est une joueuse de basket-ball franco-sénégalaise.

## Biographie
Après une blessure au tendon d’Achille en 2010, elle se relance en Ligue 2 au Havre en septembre 2011 où elle réalise une très bonne saison (16,8 points, 5 passes, 5,1 rebonds pour 16,8 d'évaluation en 21 matchs joués ) avant de retrouver son ancien club de Villeneuve-d'Ascq. Après une très bonne saison (12,3 points, 5,3 rebonds et 5,1 passes pour 15,7 d’évaluation en 28 matchs joués), il est acté en avril 2013 son départ vers Lyon.
Elle fait l'impasse sur la saison 2015-2016 pour cause de grossesse. Elle renoue avec la compétition en signant pour la saison 2016-2017 de LFB avec Tarbes.
Elle commence la saison 2019-2020 en Hongrie à Pecs pour des statistiques de 11 points à 36,5 % de réussite aux tirs (33,3 % à 2-points, 40 % à 3-points), 3,5 rebonds et 5,8 passes décisives pour une évaluation moyenne de 13,5 en 28 minutes de jeu, puis en janvier 2020 elle s'engage avec le club espagnol de Tenerife pour remplacer Iva Brkic. Elle revient en France pour la saison 2020-2021 avec Nantes.
En octobre 2021, après le championnat d'Afrique, elle vient renforcer l'effectif de Montpellier, qui est engagé en championnat et en Euroligue, mais elle quitte le club dès fin décembre.

### Équipe nationale
Membre de l’équipe du Sénégal, elle a notamment participé aux Jeux Olympiques de 2016 à Rio de Janeiro et à la Coupe du Monde 2018 en Espagne.

### Club
- Avant 2001 :  Évreux
- 2001-2002 :  Valenciennes
- 2002-2003 :  Bourg en Bresse (NF2)
- 2003-2005 :  COB Calais
- 2005-2006 :  Pays d'Aix Basket 13
- 2006-2008 :  Entente Sportive Basket de Villeneuve-d'Ascq - Lille Métropole
- 2008-2009 :  Hainaut Basket
- 2009-2010 :  Soller Mariana
- 2009-2010 :  Toulouse Métropole Basket
- 2010-2011 :  AL Aplemont Le Havre (NF1)
- 2011-2012 :  AL Aplemont Le Havre (LF2)
- 2012-2013 :  Entente Sportive Basket de Villeneuve-d'Ascq - Lille Métropole
- 2013-2015 :  Lyon Basket Féminin
- 2016-2017 :  Tarbes Gespe Bigorre
- 2017-2019 :  Saint-Amand Hainaut Basket
- 2019-2020 :  PEAC Pécs
- 2019-2020 :  Tenerife Baloncesto
- 2020-2021 :  Nantes Rezé Basket[11]
- 2021-2022 :  Basket Lattes Montpellier Méditerranée Métropole Association

### Palmarès
- 2006 : Vice championne d'Europe (Eurocoupe, avec Aix-en-Provence).
- 2007 : Demi-finaliste du Championnat de France, avec Villeneuve-d'Ascq.
- 2008 : Finaliste de la Coupe de France.
- 2008 : Demi-finaliste du Championnat de France.
- 2008 : Médaillée de bronze au Tournoi de la Fédération.
- 2011 : Championne de France NF1, avec Le Havre.
- 2014 : Vainqueur du Challenge Round[12].

- 2019 :  Médaille d'argent au Championnat d'Afrique.